# باتي روسو
باتي روسو (بالإنجليزية: Patti Russo)‏ هي مغنية ومغنية مؤلفة وملحنة وموسيقية أمريكية، ولدت في 20 مايو 1964 في نيوجيرسي في الولايات المتحدة.

## وصلات خارجية
- باتي روسو على موقع IMDb (الإنجليزية)
- باتي روسو على موقع ميوزك برينز (الإنجليزية)
- باتي روسو على موقع ديسكوغز (الإنجليزية)
- باتي روسو على موقع قاعدة بيانات الفيلم (الإنجليزية)